# Joe Robinson (acteur)
Pour l’article homonyme, voir Joe Robinson.
Joe Robinson, né le 31 mai 1927 à Newcastle upon Tyne et mort le 3 juillet 2017 à Brighton, est un acteur et cascadeur anglais.

## Filmographie

### Cinéma
- 1955 : L'Enfant et la Licorne : Sam Heppner
- 1956 : Pasaporte al infierno : Pete Archer
- 1956 : Die ganze Welt singt nur Amore : Max, der Athlet
- 1957 : Le Trottoir : Lofty
- 1957 : Colère froide : Muscles Tanner
- 1958 : Murder Reported : Jim
- 1958 : Sea Fury : Hendrik
- 1958 : The Strange Awakening : Sven
- 1960 : The Bulldog Breed : Tall sailor
- 1961 : La Fille des Tartares : Ursus
- 1961 : Barabbas : Gladiator
- 1961 : Carry on Regardless : Dynamite Dan
- 1962 : La Solitude du coureur de fond : Roach
- 1963 : Les Gladiatrices : Thor
- 1963 : Docteur en détresse (Doctor in Distress) de Ralph Thomas : ami de Sonia
- 1963 : Taur, roi de la force brutale : Taur
- 1971 : Les diamants sont éternels : Peter Franks

### Télévision
- 1956 : Before Your Very Eyes (série télévisée)
- 1959 : Hancock's Half Hour (série télévisée)
- 1960 : Emergency-Ward 10 (série télévisée) : Dale Brookwood
- 1960 : The Strange World of Gurney Slade (série télévisée)
- 1963 : Le Saint (série télévisée) : Le Saint joue avec le feu (saison 2 épisode 11) :  Austin
- 1963-1965 : Chapeau melon et bottes de cuir (série télévisée) (2 épisodes) : Max
- 1966 : Theatre 625 (série télévisée) : fils d'Arkwright